# بيرسي ويزلي
بيرسي ويزلي هو الاخ الأكبر لكل من التوأم فريد وجورج رون و جيني على التوالي مباشره واصغر من اخويه بيل وتشارلي بدايه ظهوره في الجزء الأول هاري بوتر وحجر الفيلسوف  كرائد الفصل ثم في الجزء الثاني كالطالب المثالي عمل عندما تخرج في وزارة السحر كمساعد بارتي كروتش الذي لم يكن يعرف اسم بيرسي وكان يناديه (ويذرباي) وفي الجزء الخامس أصبح مساعد لوزير السحر كورنيليوس فودج مما أدى الي غضب والديه لاعتقادهما ان وزير السحر عينه ليكن علي مقرب من جماعة العنقاء وادى ذلك الي انشقاقا بينه وبين العائلة لكنه عاد لهم في الجزء السابع هاري بوتر ومقدسات الموت ليحارب معهم في معركة هوجوارتس الأخيرة وشهد مقتل أخيه فريد
.